# Motril CF
Motril Club de Fútbol – hiszpański klub piłkarski, miał siedzibę w mieście Motril.

## Historia
Caravaca CF powstał w 1984 roku. W 2012 roku został rozwiązany ze względu na duże zadłużenie.

## Sezony
| Sezon   | Liga     | Miejsce | Puchar Króla |
| ------- | -------- | ------- | ------------ |
| 1984-88 | Regional | -       |              |
| 1988/89 | 3ª       | 8.      |              |
| 1990/91 | 3ª       | 5.      |              |
| 1992/93 | 3ª       | 8.      |              |
| 1992/93 | 3ª       | 19.     |              |
| 1993-95 | Regional | -       |              |
| 1995/96 | 3ª       | 1.      |              |
| 1996/97 | 3ª       | 4.      |              |
| 1997/98 | 2ªB      | 16.     |              |
| 1998/99 | 2ªB      | 10.     |              |
| 1999/00 | 2ªB      | 10.     |              |
| 2000/01 | 2ªB      | 15.     |              |

| Sezon   | Liga | Miejsce | Puchar Króla |
| ------- | ---- | ------- | ------------ |
| 2001/02 | 2ªB  | 1.      |              |
| 2002/03 | 2ªB  | 20.     |              |
| 2003/04 | 3ª   | 2.      |              |
| 2004/05 | 3ª   | 8.      |              |
| 2005/06 | 3ª   | 3.      |              |
| 2006/07 | 3ª   | 4.      |              |
| 2007/08 | 3ª   | 9.      |              |
| 2008/09 | 3ª   | 3.      |              |
| 2009/10 | 3ª   | 2.      |              |
| 2010/11 | 3ª   | 8.      |              |
| 2011/12 | 3ª   | 15.     |              |

- 6 sezonów w Segunda División B
- 16 sezony w Tercera División

## Byli piłkarze
- Pablo Paz
- Noé Acosta
- Enrique Fernando
- Miguel Ángel
- Javier Guerra
- Juanlu
- Armando Lozano
- Luis Rubiales